# Neomochtherus psathyrus
Neomochtherus psathyrus är en tvåvingeart som beskrevs av Tsacas 1968. Neomochtherus psathyrus ingår i släktet Neomochtherus och familjen rovflugor. Inga underarter finns listade i Catalogue of Life.